# Marie-Jeanne de Lalande

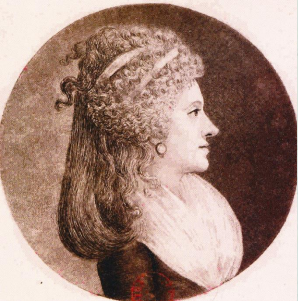
Marie-Jeanne de Lalande (etwa 1800)

Marie-Jeanne de Lalande (* 1768 in Paris als Marie-Jeanne-Amélie Harlay; † 8. November 1832 als verheiratete Marie-Jeanne Lefrançais de Lalande) war eine französische Astronomin.
Sie war die illegitime Tochter von Jérôme Lalande und gleichzeitig Ehefrau von dessen Cousin Michel Lefrançais de Lalande (1776–1839). Beide waren Schüler von Lalande in der Astronomie. De Lalande unterstützt zunächst ihren Mann in seinen Arbeiten und arbeitete an der Reduktion der Beobachtungen für den Sternenkatalog von Lalande am Observatorium der École Militaire. Auch viele Berechnungen von Lalandes Abrége de navigation (1793) und in den jährlich 1794 bis 1806  in der Connaisance de Temps veröffentlichten Ephemeriden von Lalande stammen von ihr.
1789 begann sie als Observatorin am Collège de France bei Alexandre Cassini zu arbeiten. 1798 begleitete sie ihren Vater auf dem ersten europäischen Astronomenkongresses in Gotha. 1799 stellte sie einen Sternkatalog mit 10.000 Sternen zusammen. 
Der Venuskrater de Lalande ist nach ihr benannt.